# Margielyn Didal
Margielyn Didal   (Cebu City, 19 d'abril de 1999) Margielyn Didál i Arda és una patinadora de carrer professional filipina que va saltar a la fama quan va competir en els X Games Minneapolis 2018 i va guanyar una medalla d'or als Jocs Asiàtics de 2018. Al juliol de 2021, Didal va ser seleccionada per participar en els Jocs Olímpics de Tòquio 2020, en el debut del skateboarding com a esport olímpic.

## Biografia
Va néixer el 19 d'abril del 1999 a Cebú, Filipines; els seus pares són Lito i Julie Didál. El seu pare és fuster, mentre que la seva mare és venedora ambulant de kwek kwek, un menjar de carrer. És la segona filla més jove entre cinc germans.

#### Carrera esportiva
Margielyn Didál va començar a patinar amb amics a l'ara tancat Concave Park a Cebú. Quan el parc va tancar, ella i els seus amics van lluitar per trobar un nou lloc per practicar la skate. Didal assenyala que ella i els seus amics van ser detinguts per agents de policia i guàrdies de seguretat quan els van sorprendre practicant als carrers i en àrees abandonades, i se'ls va prohibir l'entrada a un centre comercial per tenir una skate Els pares de Didal inicialment es van mostrar escèptics que ella seguís una carrera a l'skate, però després van recolzar la seva decisió.
Es va acostar a Daniel Bautista, que més tard seria el seu entrenador als Jocs Asiàtics del 2018, i va prendre prestades taules dels amics de Bautista. Bautista va dir que Didal es va tornar millor que els nois de la seva àrea i van reconèixer el seu talent. Al voltant de 2012, Didal va començar a competir en tornejos locals a la ciutat de Cebú, en particular els organitzats per Jeson Guardo de G-Concepts a Barangay Tisa a la ciutat de Cebú.
En algun moment del 2014, es va lesionar el braç dret i al desembre del mateix any es va torçar greument el turmell del peu dret, el seu peu dominant. L'efecte d'aquesta darrera lesió es va allargar durant alguns anys. Per manejar un esquinç de turmell, Didal es va sotmetre a mesos de teràpia a Cardia Olympia i es va sotmetre a una avaluació intensa al Centre d'Entrenament d'Alt Rendiment Red Bull a Santa Mònica, Califòrnia al juliol de 2019.

#### Street League Skateboarding
Més tard, Didal va competir en tornejos a l'estranger aconseguint patrocinadors. Es va convertir en la primera patinadora filipina a competir a Street League Skateboarding quan va participar al SLS PRO Open a Londres, Anglaterra el 26 de maig de 2018. A la ronda preliminar, va acabar quarta i va avançar a la ronda final per acabar vuitena a la general.
A causa de la seva actuació a l'SLS, una persona de la seva localitat, a través d'una carta oberta en línia, es va dirigir a l'alcalde de la ciutat de Cebú, Tomás Osmeña, per construir un parc de patinatge a la ciutat com a reconeixement a la gesta de Didal. Osmeña després va respondre que si Cebú es convertia campiona general dels Jocs Nacionals de les Filipines 2018, la meitat dels diners del premi s'assignarien a un parc esportiu que prioritzarà el skateboarding a South Road Properties.
En el Campionat Mundial SLS 2019 a Rio de Janeiro, Didal va aconseguir les semifinals convertint-se en la primera representant de Filipines a fer-ho al costat de Christiana Means. Didal no va poder avançar a la final, amb només els vuit millors patinadors avançant, acabant en 14.º a la general amb 20 punts.

#### X Games
Didal va ser convidada a competir en els X Games convertint-se en la primera competidora de qualsevol gènere a representar formalment a Filipines en els jocs. Va participar en els X Games de 2018 a Minneapolis, Minnesota als Estats Units.

#### Asian Games
Va competir per les Filipines a l'esdeveniment de patinatge de carrer femení en skate. Va entrenar durant dos mesos als Estats Units abans de l'esdeveniment. Didal va guanyar el quart or per a Filipines als Jocs Asiàtics de 2018. En set intents, Didal va acumular 30,4 punts per guanyar l'or, mentre que la medallista de plata Isa Kaya del Japó i la medallista de bronze Bunga Nyimas d'Indonèsia van acumular 25 i 19,8 punts respectivament. Ella va aconseguir 14.2 punts en les seves dues primeres curses i va obtenir els punts més alts a la quarta carrera amb 8.9 punts, en realitzar el gir del darrere 50/50, 360 graus flip out per primera vegada en una competència important. Van ser els punts més importants a tot l'esdeveniment per a dones.
Després del seu èxit, va ser nomenada abanderada de la delegació filipina per a la cerimònia de cloenda dels jocs. Com a medallista d'or als Jocs, tindria dret a ₱6 million de bonificacions, que va utilitzar per ajudar la seva família a iniciar un negoci.
Osmeña, l'alcalde de la ciutat de Cebú, va reiterar els plans anteriors per a la seva ciutat dient que la seva germana va prometre ₱5 milions de donació per construir un parc de patinatge a South Road Properties per crear consciència sobre ella i l'esport de l'skate a causa de la victòria de Didal. El gener del 2020, encara s'estaven duent a terme converses sobre la possible construcció del parc de patinatge

#### Campionat nacional
Didal va participar en el Campionat Nacional Filipí de Skateboarding celebrat a Santa Rosa, Llacuna el juliol de 2019, on va guanyar la medalla d'or per a l'esdeveniment de skate de carrer femení.

#### Jocs del Sud-est Asiàtic
Durant els Jocs del Sud-est Asiàtic de 2019, Didal va guanyar dues medalles d'or en Patinatge Femení i el Skate de carrer.

#### Jocs Olímpics de Tòquio 2020
Margielyn Didál va classificar per als Jocs Olímpics d'Estiu de 2020 a Tòquio, on l'skate és un dels esports en disputa. Tot i això, la pandèmia de COVID-19 va obstaculitzar, en principi, el seu intent de qualificar els Jocs
Didal va fer construir el seu propi parc de patinatge personalitzat a Soul Sierra, Cebú, que va obrir per primera vegada a principis del 2021 i es va convertir en el lloc d'entrenament de l'equip nacional de patinatge de les Filipines, que la inclou a ella mateixa.

### Altres reconeixements
La revista Time va incloure Didál a la seva llista de «25 adolescents més influents del 2018» reconeixent la seva gesta en guanyar una medalla d'or als Jocs Asiàtics del 2018 que, segons va dir, «consolidaria l'estatus de l'skateboarding com un esport seriós» a Filipines. Didal també va rebre el premi Àsia Skater of the Year per a 2020.

## Vida personal
Didal és lesbiana i té una novia, anomenada Jozel, amb qui manté una relació de cinc anys a partir del gener del 2020. A banda del seu entrenador, Bautista, Didál també admira l'entrenador de l'equip nacional de Hong Kong, Warren Stuart, que també és un dels seus patrocinadors, i Brian Siwojo de la botiga de patinatge 8Five2 com la seva inspiració a l'skate.